# Europagymnasium Kerpen

Altes Logo

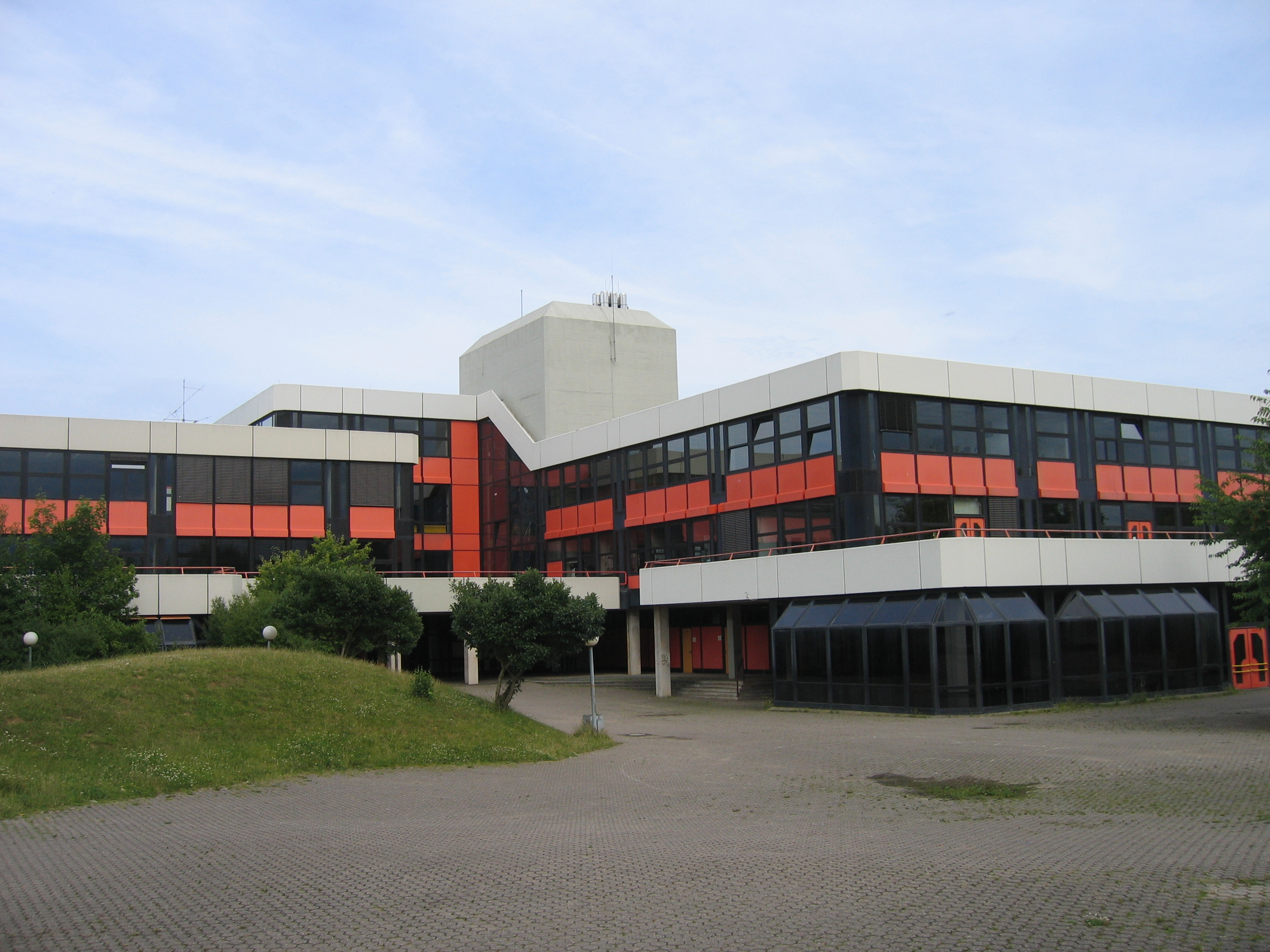
Das Schulgebäude

Das Europagymnasium Kerpen ist ein Gymnasium und eine Europaschule in Form einer Halbtags- und Ganztagsschule im nordrhein-westfälischen Kerpen, gegründet 1968. Seit 2001 trägt das Gymnasium offiziell den Namenszusatz Europaschule. 165 Lehrkräfte unterrichten 1916 Schüler. Das Gymnasium der Stadt Kerpen galt 2008 als die größte Schule in Deutschland.

## Ausstattung
Die Schule verfügt über eine Aula, Cafeteria, Mensa, zwei Dreifachsporthallen, eine Bibliothek mit über 33.000 Büchern und CD-ROMs, Proberäume im Keller, verschiedene Pausenhöfe und ein Schwimmbad.

## Zweisprachiger Unterricht
Eine Besonderheit am Gymnasium der Stadt Kerpen ist der zweisprachige Unterricht. Es wird seit dem Schuljahr 1995/1996 der bilinguale Deutsch-Englische Zug angeboten. In den Jahrgangsstufen fünf und sechs haben die Schüler, die sich für den zweisprachigen Zug entscheiden, sieben anstatt fünf Unterrichtsstunden Englisch. Das Unterrichtsfach Erdkunde wird ab der siebten Jahrgangsstufe, Politik ab der achten und Geschichte ab der neunten Jahrgangsstufe auf Englisch unterrichtet.
Seit der Einführung des Abiturs nach der zwölften Jahrgangsstufe (G8) wird der Geschichtsunterricht bereits ab der achten Jahrgangsstufe auf Englisch unterrichtet.

## Oberstufe
Die Fächer in der Oberstufe (G8: Jahrgangsstufen 10–12) sind aufgeteilt in den Kategorien Gesellschaftswissenschaften, Mathematik und Naturwissenschaften, Sprachen und Weitere Fächer. Zu den besonderen Fächern, die in der Oberstufe angeboten werden, gehören Pädagogik, Sozialwissenschaften, Ernährungslehre, Technik, Fremdsprachenkorrespondenz Englisch bzw. Wirtschaftsenglisch, Italienisch und Literatur. Eine weitere Besonderheit ist, dass einige Fächer als Leistungskurse angeboten werden, die lediglich an sehr wenigen Schulen in Nordrhein-Westfalen zum Schwerpunkt gemacht werden können: die Leistungskurse Ernährungslehre und Sozialwissenschaften. Zusätzlich zum Englischunterricht in der Oberstufe können Schüler eine Weiterbildung zum Fremdsprachenkorrespondenten absolvieren (siehe Weiterbildung Fremdsprachenkorrespondenz).
Für das Schuljahr 2023/2024 ist die Schule als Bündelungsgymnasium ausgewiesen.

### Weiterbildung Fremdsprachenkorrespondenz
In der differenzierten Oberstufe (G9: Jahrgangsstufen 11–13; G8: 10–12) haben die Schüler die Möglichkeit, sich auf die Weiterbildungsprüfung geprüfter Fremdsprachenkorrespondent der Industrie und Handelskammer (IHK) in Köln vorzubereiten. Die Schüler, die diese Weiterbildungsprüfung erfolgreich bestehen, erlangen somit neben dem Abitur bereits eine berufliche Zusatzqualifikation. Zur Erlangung der Prüfungsvoraussetzungen zählen der Kurs Wirtschaftsenglisch, Englisch als Leistungsfach, ein (Grund- oder Leistungs-)kurs im Fach Sozialwissenschaften (Schwerpunkt Wirtschaftswissenschaften) sowie ein anerkannter Kurs Maschinenschreiben, welcher über die Volkshochschule Bergheim absolviert wird.

## Arbeitsgemeinschaften
Am Gymnasium werden viele Arbeitsgemeinschaften (AG) angeboten, die an zwei Tagen (montags und donnerstags) einer Woche stattfinden. Die Arbeitsgemeinschaften an den Montagen finden von 14:35 bis 16:05 Uhr statt und die an den Donnerstagen von 13:50 bis 15:20 Uhr. Im zweiten Halbjahr des Schuljahres 2018/2019 betrug die Anzahl der Arbeitsgemeinschaften am Montag 14 und die der am Donnerstag 22.

## Schüleraustausche
Die Schüler des Gymnasiums der Stadt Kerpen haben die Möglichkeit an Schüleraustauschen teilzunehmen. Die Partnerschulen befinden sich in Argentinien, Bolivien, China, Frankreich, Litauen, Großbritannien, Italien, Nicaragua, Polen, Russland, Schweden, Spanien (Gran Canaria und Teneriffa) und in den Vereinigten Staaten (Pennsylvania und Texas).
Die Schule ist akkreditierte Erasmus+ Schule.

## MINT-Profil
Seit 2013 ist das Gymnasium der Stadt Kerpen als MINT-freundliche Schule zertifiziert und seit 2019 Mitglied im Schulnetzwerk MINT-EC. Dadurch haben Schüler die Möglichkeit, dass MINT-EC-Zertifikat zu erwerben und an MINT-EC-Camps teilzunehmen.

## Schulleiter / Schulleiterinnen
- 1968–1993: Heinz Brunkhorst (* 23. Mai 1929 in Essen, 15. Februar 2023 in Kerpen)[10][11]
- 1993–2014: Bernhard Ripp
- 2014–2020: Tatjana Strucken[12]
- 2022-heute: Wendel Hennen[13]

## Standorte, Neubau und Historisches
(Quellen: )

### Türnich, Maximilianstraße,Pavillon(1968–1969)
Das 1968 gegründete neusprachliche „Gymnasium Landkreis Bergheim-Süd für Jungen und Mädchen“ war das dritte Erftkreis-Gymnasium. Bis dahin gab es nur im Norden des Kreises Bergheim (Erft) zwei Gymnasien, in Bergheim und in Bedburg. Das Gymnasium Landkreis Bergheim-Süd war für längere Zeit das einzige Gymnasium im Süden des Erftkreises, (heute Rhein-Erft-Kreis).
Von August 1968 bis August 1969 wurden in der Türnicher Maximilianstraße zwei Räume in Nebengebäuden der Hauptschule Türnich („Baracken“ bzw. „Pavillons“) genutzt, denn ein eigenes Gebäude existierte nicht.
Es wurden 88 Schüler und Schülerinnen verteilt auf 2 Klassen von zwei hauptamtlichen und 13 nebenamtlichen Lehrkräften unterrichtet (Sexta). Der erste Schulleiter war einer der beiden hauptamtlichen Lehrkräfte.
Die übrigen Räume sowie das Hauptgebäude wurden von der Hauptschule Türnich genutzt; zuvor war das Gebäude Standort der Sonderschule Türnich, welche im gleichen Jahr nach Kerpen umzog.
Um den nach den Sommerferien 1969 neu hinzukommenden Jahrgang des Gymnasiums, 160 Kinder, unterbringen zu können, stand der erste Umzug an.
Die Gebäude an der Maximilianstraße existieren nicht mehr, heute befindet sich dort ein Supermarkt.

### Türnich, Rosentalstraße 14–16,Barbara-Schule(1969–1976)
Von August 1969 bis Juli 1976 hatte das Gymnasium seinen Sitz in Türnich im Gebäude „Barbara-Schule“ sowie dem ehemaligen Gebäude der evangelischen Volksschule Türnich-Süd, deren Gelände sich oberhalb an das Gelände der Barbara-Schule anschließt.
Das 1957 eingeweihte Gebäude Barbara-Schule war bis 1968 Sitz der Türnicher Hauptschule, welche dann in die Maximilianstraße umzog.
Das Gymnasium wuchs mit jedem neuen Schuljahr, in dem neue Sexten, später „Klasse 5“, hinzukamen.
Im August 1970 wurde der mathematisch-naturwissenschaftliche Zweig eingerichtet und der Betrieb der Tagesheimschule (Ganztagsschule) begann. Dies spiegelte sich im aktualisierten Schulnamen wider:
- 1970: Gymnasium Landkreis Bergheim-Süd, neusprachliches und naturwissenschaftliches Gymnasium in Ganztagsform für Jungen und Mädchen.

Im August 1971 wurde das dreijährige Aufbaugymnasium mit einem wirtschafts-/sozialwissenschaftlichen, mathematischen und pädagogischen Zweig eröffnet. So kam zu den Stufen 5 bis 7 nun eine Stufe 11 als neue Oberstufe hinzu, was wiederum eine Namensänderung nach sich zog:
- 1971: Gymnasium Landkreis Bergheim-Süd, neusprachliches Gymnasium in Ganztagsform für Jungen und Mädchen mit angeschlossenem Aufbaugymnasium mathematisch-naturwissenschaftlicher, wirtschaftswissenschaftlicher und pädagogischer Richtung für Realschulabsolventen.

Diese neuen Oberstufenschüler und Oberstufenschülerinnen (43 Personen) waren Absolventen und Absolventinnen vor allem der umliegenden Realschulen (Kerpen, Horrem usw.) und stellten im Juni 1974 die ersten Abiturienten und Abiturientinnen der Schule (36 Personen).
Erst 1976 existierten in jeder Jahrgangsstufe Schulklassen, die ihre gesamte Gymnasialzeit in dieser Schule durchlaufen sollten.
Im Lauf der Jahre kam zu weiteren Namensanpassungen:
- ca. 1973: Gymnasium Landkreis Bergheim-Süd, Ganztagsschule mit differenzierter Mittel- und Oberstufe,
- 1974: Gymnasium der Stadt Kerpen, Ganztagsschule mit differenzierter Mittel- und Oberstufe (nach der Gebietsreform in Nordrhein-Westfalen).

In Schulzeugnissen und anderen Dokumenten wurde das Gymnasium ergänzend als Tagesheimgymnasium bezeichnet, so dass sich im Schuljargon „THG“ einbürgerte. Bis 1975 wurde der Zusatz „für Jungen und Mädchen“ genutzt.
Der Schulneubau in Kerpen sollte ursprünglich 1971 bezogen werden. Der Bezug des neuen Gebäudes verzögerte sich bis 1975 durch Problemen
- bei dem geplanten Grundstück an der Alt-Mödrather Burg Mödrath (zu klein),
- bei dem bereits gekauften Grundstück Mödrather Niederfeld (zu sumpfig),
- bei politischen Entscheidungen (kein Neubau mehr von Einzelschulen, sondern nur noch von Schulzentren),
- bei der Finanzierung und schließlich
- beim Bau durch Konkurs des ersten Bauunternehmens.

In der Zwischenzeit musste man sich mit dem immer knapper werdenden Platz in der Barbara-Schule arrangieren.
So begann etwa ab 1971 die Phase der Um- und Anbauten. Als Mensa diente die benachbarten Erfthalle. Später wurden die regulären Räume durch provisorisch abgetrennte Bereiche der Flure und Treppenhäuser, Räume der Erfthalle sowie durch Container als Klassen- und AG-Räume ergänzt. Im Februar 1974 musste die Oberstufe nach Kerpen ins Vinzenz-Haus ausquartiert werden.
Nach dem kompletten Schulumzug aus der Barbara-Schule nach Kerpen in den Neubau an der Philipp-Schneider-Straße im Sommer 1976 wurden die Gebäude an der Türnicher Rosentalstraße vom Archiv der Stadt Kerpen zwischengenutzt und 1996 abgerissen. Es entstand dort ein Wohngebiet. Das Gebäude der oberhalb gelegenen evangelischen Volksschule Türnich-Süd blieb erhalten.
Gelände und Gebäude wurden Kern der heutigen Grundschule GGS-OGS Türnich.

### Kerpen, Stiftsstraße 64–70,St. Vinzenz-Haus(1974–1976)
Wegen des rasanten Wachstums des Gymnasiums musste Anfang 1974 die Oberstufe nach Kerpen in die Stiftsstraße ausquartiert werden.
Dort wurde das Vinzenz-Haus von Februar 1974 bis wahrscheinlich Sommer 1976 parallel zum Betrieb in der Barbara-Schule in Türnich und später dem Kerpener Neubau als Gebäude genutzt.
Ersteigentümer des St. Vinzenz-Hauses war der Schwesternorden der armen Dienstmägde Christi.
Ursprünglich 1913 als Krankenhaus und „Anstalt für idiote Kinder“ erbaut und genutzt, später als Kloster mit von Nonnen betriebenem Kindergarten betrieben, stand das St. Vinzenz-Haus in den 1970er Jahren leer.
Das Gebäude wurde 1974 fast unverändert für den Schulbetrieb der Oberstufe eingesetzt. Die Räume waren zum Teil zu klein, um übliche Schultafeln nutzen zu können. Die Fenster blieben vergittert, der Pausengong wurde improvisiert.
Es kam zum Parallelbetrieb des Gymnasiums an zwei Standorten. In den ersten Jahren pendelten Teile des Kollegiums während des Tages zwischen Türnich und Kerpen.
Nach dem Umzug von Unter- und Mittelstufe von Türnich nach Kerpen, Philipp-Schneider-Straße, existierte der Oberstufen-Standort Vinzenz-Haus noch eine Weile, so dass Lehrer und Lehrerinnen nun zwischen Stiftsstraße und Philipp-Schneider-Straße pendeln mussten.
Im Vinzenz-Haus wurden im Juni 1974 die ersten Reifeprüfungen abgenommen.
Das St. Vinzenz-Haus, zu dem auch eine Hauskapelle gehörte, wurde Anfang der 1980er Jahre abgerissen. Das Gelände mit angrenzender Obstwiese wurde nach 2004 zu einem Wohngebiet mit neuer Zuwegung, der Sankt-Vither Straße.

### Kerpen, Philipp-Schneider-Straße 12–20,die neue-alte Schule(1975 bis heute)
Im Sommer 1975 konnte nach jahrelangen Schwierigkeiten der Neubau in Kerpen an der Philipp-Schneider-Straße zwischen Neffelbach-Umfluter und Lörsfelder Busch bezogen werden.
Die 5. Klassen des Schuljahres 1975/1976 begannen ihre Schullaufbahn direkt in Kerpen. Die übrigen Unter- und Mittelstufenschüler und -schülerinnen zogen während des Schuljahres sukzessive um, da der Bauabschnitt 1 aus zwei Teilen bestand, die nacheinander fertig wurden: naturwissenschaftlicher Bereich, Mensabereich. Die Oberstufe zog als letzte um.
Nochmals kam es zur Namensänderung
- 1978: Gymnasium der Stadt Kerpen, Ganztagsschule mit differenzierter Sekundarstufe I und II.

Auch in den nachfolgenden Jahren setzten sich die Bauarbeiten in der Philipp-Schneider-Straße fort, bis im August 1982 der Bauabschnitt 2 fertig und u. a. die Aula bezugsfertig war.
Diese Gebäude sind in der Schulhistorie die ersten, die für das Gymnasium geplant und errichtet wurden. Sie waren für viele Jahre „der Neubau“.
Seit 2001 trägt das Gymnasium den Namenszusatz Europaschule und nennt sich Europagymnasium.
- 2001: Europagymnasium

Inzwischen sind die Gebäude in die Jahre gekommen und weisen zunehmend Mängel auf. Nach Abwägung zwischen Neubau und Sanierung hat sich der Rat der Stadt Kerpen für einen Neubau entschieden.
Wenn der somit zweite Schulneubau fertiggestellt und das Gymnasium umgezogen ist, ist der Abriss sowie der Bau eines Wohngebietes geplant.

### Kerpen, der zweite Neubau (in Planung)
Der Neubau des Europagymnasiums soll westlich der Philipp-Schneider-Straße errichtet werden. Der Beschluss des Rats der Stadt Kerpen stammt von 2018, die ersten Ausschreibungsverfahren wurden im September 2022 eröffnet.

## Ehemalige Schüler / Schülerinnen
- Dominik Hees (* 1989), Abitur 2008, Schauspieler und Musical-Darsteller
- Tina Hildebrandt (* 1970), Abitur 1989, Journalistin
- Ulrich Kortenkamp (* 1970), Abitur 1989, Mathematikdidaktiker
- Peter Sitt (* 1969), Olympiateilnehmer im Schwimmsport
- Jürgen Martschukat (* 1965), Abitur 1984, Historiker
- Bernd Päffgen (* 1961), Abitur 1980, Mittelalterarchäologe